# Baratier
Baratier är en kommun i departementet Hautes-Alpes i regionen Provence-Alpes-Côte d'Azur i sydöstra Frankrike. Kommunen ligger  i kantonen Embrun som ligger i arrondissementet Gap. År 2022 hade Baratier 643 invånare.

## Befolkningsutveckling
Antalet invånare i kommunen Baratier
Referens:INSEE